# Клячкин, Нота Абрамович
Нота (Николай) Абрамович Клячкин (1881, Несвиж Минской губернии — 1938) — советский работник здравоохранения, врач, Герой Труда (1933).

## Биография
Нота Абрамович Клячкин родился 20 сентября (8 сентября по старому стилю) 1881 года в Могилёвской губернии.
В 1896 году окончил медицинский факультет Казанского университета и приехал работать в Верхнеуральск. Заведовал уездной, а затем земской больницей. Коллежский советник. Во время Гражданской войны в России лечил белых и красных. В 1918 году по распоряжению атамана А. И. Дутова был арестован и в тюрьме лечил заключенных. Когда в 1919 году комендантом Верхнеуральска медперсоналу, куда входил Клячкин, было приказано сопровождать отступавшие белогвардейские части, но за несколько дней до эвакуации Николай Абрамович с семьёй смог скрыться.
После прихода в Верхнеуральск Красной армии вернулся на службу и с 1924 года заведовал амбулаторией Верхнеуральской больницы, принимал участие в восстановлению других больниц.
Был арестован 2 марта 1938 года по обвинению в участии в контрреволюционной эсеровской организации.
Умер в тюрьме 7 августа 1938 года.
В Верхнеуральске на улице Красноармейской 45а Н. А. Клячкину установлена мемориальная доска, где указано: «В этом доме жил земский врач, герой труда Клячкин Николай Абрамович».

## Награды
- Герой Труда (1933).

## Семья
- Брат — Клячкин Михаил (Мейлах) Абрамович (1868—?) — земский врач в Симбирской губернии.
- Брат — Клячкин Григорий (Гирш-Довид) Абрамович (1866—1946) — советский невропатолог, психотерапевт[5]